# Bermudische Badmintonmeisterschaft 1970
Die Bermudische Badmintonmeisterschaft 1970 fand an mehreren Terminen 1969 und 1970 in Hamilton statt. Die Finalspiele wurden am 28. Februar 1970 ausgetragen.

## Sieger und Finalisten
| Disziplin    | Gold                            | Silber                       |
| ------------ | ------------------------------- | ---------------------------- |
| Herreneinzel | Colin Ayling                    | Len Daniel                   |
| Dameneinzel  | Louise Leslie                   | Elizabeth Crayton            |
| Herrendoppel | Colin Ayling Len Daniel         | Peter Douglas Tom Crayton    |
| Damendoppel  | Louise Leslie Elizabeth Crayton | Edna Allen Lillian Clegg     |
| Mixed        | Colin Ayling Coral Hankey       | Neville Atwood Louise Leslie |